# L'Homme et la Mort
L'Homme et la Mort est un essai rédigé par Edgar Morin et publié par Corréa en 1951.

## Résumé
La mort est ce qui identifie l'homme à l'animal et ce qui l'en différencie. Comme tout être vivant, l'homme la subit. À la différence de tout être vivant, il lui arrive de la nier dans des croyances en un au-delà.

## Accueil et critique
En 1977, l'anthropologue Louis-Vincent Thomas (1922-1994) mentionne dans son compte rendu de l'édition de 1976 : « Il faut lire absolument ce livre d'une rare intelligence, d'une indéniable puissance et d'une grande finesse, dont la force constitue peut-être aussi la faiblesse. Que penser, en effet, de cette vision panoramique globalisante tissée de raccourcis audacieux concernant l'évolution de la mort depuis les origines de humanité ? […] mais on est forcé d'avouer que cette vision prophétique nous renseigne peut-être plus sur l'éblouissant personnage qu'est E.M que sur la mort elle-même ».
En 2008, l'historien André Burguière indique dans son article « Ce livre, l'un des plus écrits d'Edgar Morin, a gardé la fraîcheur et la force des commencements. Non parce qu'il est l'œuvre d'un débutant, mais parce qu'il propose une réflexion à la fois pionnière et aboutie sur la façon dont les civilisations ont construit et vécu la question de la mort : Une réflexion qui balise l'ensemble du champ anthropologique et historique ».

## Nouvelles éditions
- 1970 : 2e édition, nouvelle édition[a], ajout d'une préface[4] et d'une nouvelle conclusion.
- 1976 : édition revue et augmentée[b], ajout d'une introduction[5].
- 2002 : ajout d'une préface de l'auteur[6],[7],[8],[c].
- 2016 : publication partielle en ligne[d].